# Sauna

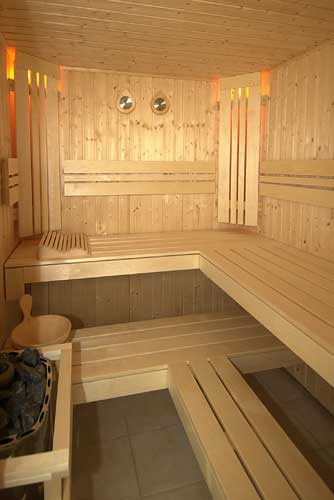
Saunaraum

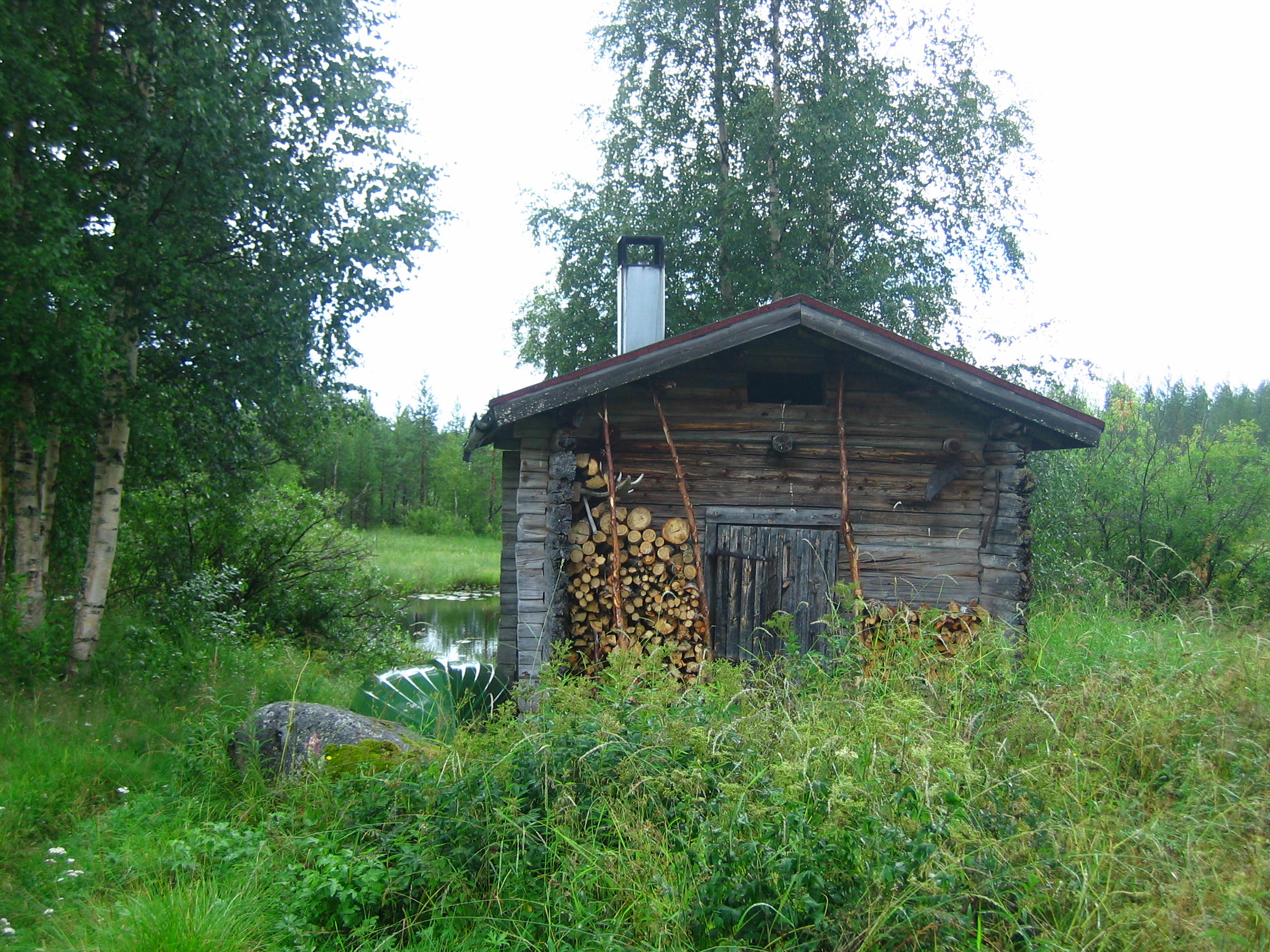
Sauna-Blockhütte in Finnland

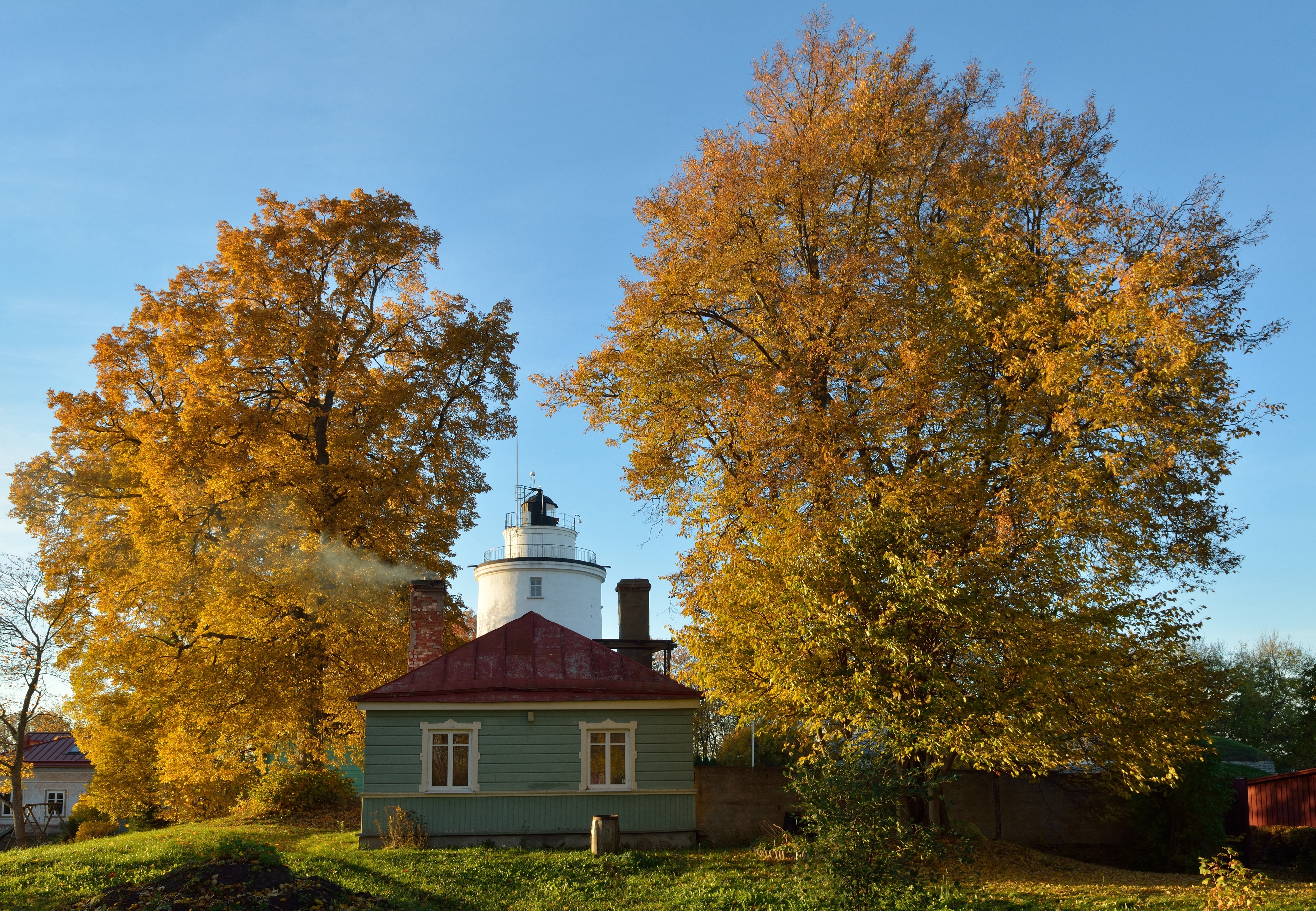
Sauna in Estland, erbaut 1896

Eine Sauna (Plural Saunen/Saunas, aus finnisch sauna; auch Schwitzstube oder finnisches Bad genannt) ist ein Raum, der mithilfe eines Saunaofens auf 80 bis 105 Grad Celsius erhitzt wird. Das Schwitzbad in der Sauna kann der Gesundheit und der Entspannung dienen.
Der Saunaraum, der innen meistens mit Holz ausgekleidet ist, wird mit einem Ofen auf eine Lufttemperatur zwischen 80 °C und 100 °C, seltener auch bis zu 130 °C erhitzt.
Die Sitzbänke sind in zwei bis drei Stufen in einer Höhe von 0,5 m bis 1,5 m angeordnet, wobei die Temperatur nach oben hin deutlich zunimmt. Wichtig in einer Sauna ist die Luftzirkulation, es wird also kontinuierlich Frischluft zugeführt, die vom Ofen sofort aufgeheizt wird, sodass die Temperatur im Raum konstant bleibt. Der ursprüngliche Sinn der Sauna war der einer gründlichen Reinigung des Körpers. Saunieren wirkt sich aber auch positiv auf das vegetative Nervensystem und das allgemeine Wohlbefinden aus. Es hat zudem einen stärkenden Effekt auf das Immunsystem und dient so insbesondere der Abhärtung gegen Erkältungen. Auch das Hautbild kann sich durch Saunagänge verbessern.

Um die Luftfeuchtigkeit und damit die gefühlte Temperatur in der Sauna zu erhöhen, wird Wasser auf die heißen Steine gegossen, die auf dem Saunaofen liegen: Das wird als Aufguss bezeichnet. Die Zugabe von ätherischen Ölen in den Aufguss sowie das Verteilen des Dampfes durch Luftschläge mit einem Handtuch sind im deutschsprachigen Raum und in Russland weit verbreitet, in Finnland dagegen selten, teilweise auch verpönt.

## Technik

### Bauweisen
Neben häufig verwendeten Saunen zum Einbau im Innenbereich und Saunahütten zum Aufbau im Freien gibt es auch seltener verwendete Schwitzzelte, Infrarotsaunen und Mobilsaunen.
- Massivsaunen werden aus massiven Holzbohlen Lage für Lage zusammengefügt und zu einem hitzedichten Wandaufbau zusammengepresst. Ausfräsungen (wie Nut und Feder) sorgen für eine stabile Verzahnung, die Bohlen können sich aber kontrolliert bewegen. Das natürliche Material Holz nimmt die Feuchtigkeit des Saunainnenraums auf und gibt sie auch wieder ab. So wird jede Art von Schimmelbildung, die bei einer völligen luftdichten Isolierung entsteht, vermieden. Hölzer haben hygienische und klimatische Vorteile, besonders bei der Verwendung der sogenannten Blockbohlen.
- Elementsaunen werden mehrlagig aufgebaut. Lage 1: Innenseitig eine Holzschalung mit ca. 12 mm bis 19 mm Dicke. Lage 2: eine hitzebeständige Dampfsperre (meist aus Reinaluminium). Lage 3: ein Zwischenraum aus hitzebeständigem und ausgasungsfreiem Isoliermaterial (meist Stein- oder Glaswolle). Lage 4: eine Außenlage aus Holz. Die Elementsauna wird aus vorgefertigten Elementen zusammengesetzt. Sie ist leicht montierbar und (zum Beispiel wegen Umzugs) demontierbar. Sie wird von Handwerkern oder im Eigenbau in Kellern, Dachstühlen oder Gärten hergestellt und in bestehende Räume eingebaut.
- Mobilsaunen werden häufig auf PKW-Anhängern oder anderen Fahrzeugen eingebaut oder aufgesetzt. Sie dienen den Betreibern dazu, mit ihrer Sauna an Örtlichkeiten (z. B. an einen See) zu fahren.
- Schwitzzelte. In alten Kulturen dienten über Feuerstellen aufgeschlagene Zelte als Schwitzräume.

Für die Innenverkleidung der Saunen (Wände und Decke) können Profilhölzer mit Nut und Feder, Massivholz oder saunageeignete Furnierhölzer verwendet werden. Für die Sitzbänke und den Anlehnbereich hingegen werden in Holzsaunen oft andere Holzarten verwendet: bevorzugt werden meist harzarme Hölzer bzw. Holzarten mit geringer Wärmeleitfähigkeit wie Abachi, Douglasie oder Espe. Auch wenn Abachi-Holz sich gut als Saunaholz eignet, sollte von der Verwendung abgesehen werden. Bereits 2007 riet das deutsche Bundesamt für Naturschutz davon ab, Abachi zu nutzen, da das Holz aus dem zweitgrößten Regenwaldgebiet der Erde entnommen wird. Als Alternative bietet sich Espenholz an.

### Wärmequellen
Grundsätzlich wird Wärme von einem Saunaofen durch Wärmestrahlung (bestimmter Wellenlänge abhängig von der Temperatur, gemäß dem Planckschen Strahlungsgesetz) und Wärmeabgabe an die vorbeistreichende Luft sowie in Form von Verdampfungsenthalpie bei der Verdampfung von Wasser abgegeben. Die Wärmestrahlung erwärmt alle Körper, die sie trifft. Sie erwärmt vor allem die Wände und Bänke der Sauna, die dann ihrerseits „sanftere“ Wärmestrahlung geringerer Strahlungsintensität abgeben (mit einer höheren Wellenlänge aufgrund der geringeren Temperatur als der Ofen).
Folgende Wärmequellen kommen für eine Sauna in Frage:
- Elektroofen: Mittels elektrischer Heizstäbe wird Wärme erzeugt und an die Raumluft oder/und an Steine abgegeben. Wichtig beim Anschluss elektrotechnischer Anlagen in Saunen ist die Verwendung von hitzebeständigen Leitungen (z. B. Silikonleitungen)
- Holzofen: In einer geschlossenen Brennkammer wird ein Holzfeuer betrieben, das seine Verbrennungsluft von außen bezieht. In Deutschland unterliegt ihr Betrieb der Verordnung über kleine und mittlere Feuerungsanlagen (1. BImSchV)[6] und der jeweiligen Feuerstättenverordnung der Länder.
- Holzfeuer: In traditionellen Kulturen wurden Feuer direkt in Saunen entfacht, um dort Steine zu erhitzen. Diese dienten nach dem Erlöschen des Feuers als Wärmequelle.
- Infrarotlichter: Infrarotlampen erhitzen die Sauna mittels Strahlungswärme. Dabei soll die Strahlungswärme direkt die Körperoberfläche des Saunierenden erhitzen.
- Gasofen: Die Wärme wird mittels der Saunasteine in der Kabine verteilt. Dazu wird die Luft, die der Gasofen durch eine Öffnung am Boden zieht, erhitzt und auf die Steine übertragen. Wichtig bei Gasöfen ist ein feuerfester Untergrund bzw. eine feuerfeste Rückwand.

### Saunasteine
Als Aufgusssteine für den Saunaofen werden üblicherweise witterungsbeständige Gesteine wie Granite, Olivine oder Diabas, die wenige Klüfte oder Risse aufweisen verwendet. Ebenso können auch porenreiche Vulkangesteine eingesetzt werden. Im Handel sind inzwischen auch vollkeramische Steine und künstlich gehärtete Steine erhältlich.

## Saunakultur

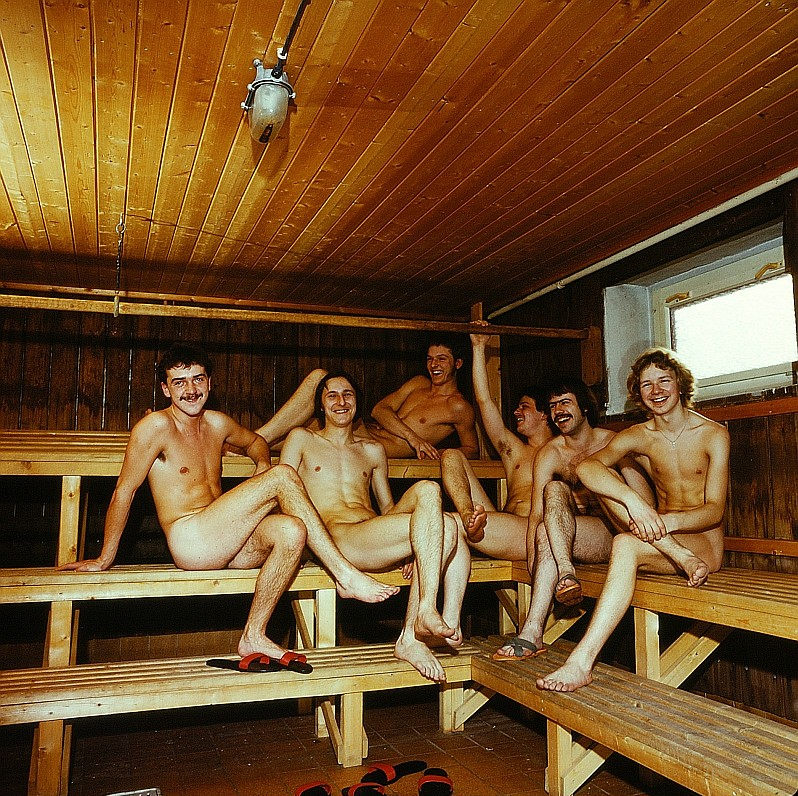
Betriebssauna des VEB Bergbau- und Hüttenkombinat „Albert Funk“ Freiberg (1980)

Der Besuch einer Sauna wird saunieren oder saunen genannt. Er dient der körperlichen Erbauung, der Gesundheit, der Körperreinigung und der Verbesserung des Wohlbefindens. Saunabaden bzw. der Saunabesuch kann auch ein gesellschaftliches Ereignis sein; man trifft sich in der Sauna. Damit kann das heutige Saunabaden zum allgemeinen Wohlfühlen beitragen.
Bezüglich Geschlechtertrennung und Bekleidung in der Sauna existieren erhebliche nationale Unterschiede (siehe Sauna in anderen Ländern). Im deutschsprachigen Raum, in Skandinavien, den baltischen Ländern, den Benelux-Staaten, Norditalien, Slowenien, Kroatien und Russland werden Saunen in der Regel nackt betreten; Ausnahme sind die sogenannten Textilsaunen. In vielen anderen Ländern, vor allem im romanischen Sprachraum, ist nackt saunieren unüblich oder sogar verboten.
In den meisten Ländern herrscht Geschlechtertrennung, insbesondere dort, wo nackt sauniert wird. Im deutschsprachigen Raum ist dagegen die Mehrheit der öffentlichen Saunen gemischtgeschlechtlich, teilweise existieren für Frauen, seltener für Männer, separate Zonen oder Tage.
In Fällen, in welchen die Betreiber der Sauna Menschen aus sexueller Motivation gezielt als Kundschaft haben wollen, spricht man von einer Kontaktsauna oder auch einem Saunaclub. In den meisten Saunen ist jedoch sexuelles Verhalten sowohl von den Betreibern als auch von der Mehrheit der Saunagäste unerwünscht und kann zu einem Hausverbot führen.
In den skandinavischen Ländern, wie auch im russischen Raum – dort banja genannt – hat die Sauna eine enorme Bedeutung bei der Pflege sozialer Kontakte. Unter Geschäftsleuten ist es üblich, sich in der Sauna zu treffen und dort geschäftliche Entscheidungen zu fällen. Über Gesamtskandinavien betrachtet, nimmt diese Bedeutung der Sauna jedoch nach Südwesten hin stark ab und hat insbesondere im südlichen Norwegen keinen höheren Stellenwert mehr als beispielsweise in Deutschland.

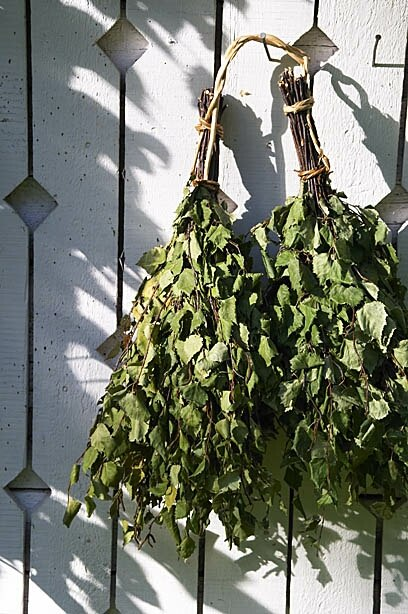
Zusammengebundene Birkenzweige (finnisch vasta oder vihta bzw. russisch wenik) dienen als „Peitsche“ für die Hautmassage in der Sauna.

Sowohl in der Sauna als auch in der russischen Banja beliebt ist die Mitnahme von Büscheln, meistens aus Birkenzweigen (finn.: vihta bzw. vasta, russ.: wenik), mit denen der gesamte Körper „abgeschlagen“ wird, um die Blutzirkulation anzuregen. Diese Zweige sind, im Gegensatz zu Birkenruten, nicht entblättert und erzeugen somit keinen Schmerz. Im Sommer werden oft frische Zweige verwendet, im Winter dagegen entweder Zweige, die im Frühsommer getrocknet wurden oder tiefgefrorene Büschel, die es in finnischen Supermärkten zu kaufen gibt. Getrocknete Zweige werden vor dem Gebrauch in heißem Wasser eingeweicht. Das daraus entstandene Wasser eignet sich als aromatisierter Aufguss.

## Medizinische Wirkungen
Das Saunieren soll vor allem der Abhärtung gegen Erkältungskrankheiten dienen und kann auch bei einigen Erkrankungen als therapeutische Anwendung genutzt werden, beispielsweise bei Störungen des vegetativen Nervensystems. Auch bei Arthrose oder chronischen Rückenschmerzen können Symptomlinderungen auftreten.
Die Erhöhung der Körpertemperatur auf bis zu 39 °C während der Schwitzphase (künstliches Fieber) bewirkt innerhalb des Körpers dasselbe, was auch ein echtes Fieber bewirkt, nämlich einen Anstieg der Hitzeschockproteine und auch erhöhte Aktivität von Immunzellen wie neutrophilen Granulozyten, Makrophagen und Lymphozyten, die für die Infektabwehr wichtig sind.
Die Abfolge von Hitze mit dem anschließenden Kaltbad entspannt die Muskulatur und hat neben einigen physiologischen Effekten wie einer kurzfristigen starken Steigerung des Blutdrucks, Anregung des Kreislaufs, des Stoffwechsels, des Immunsystems und der Atmung vor allem auch eine wohltuende Auswirkung auf das subjektive Wohlbefinden.
Das Schwitzen sowie die wiederholten Wasseranwendungen bewirken außerdem eine sehr gründliche, aber schonende Körperreinigung; die oberste Hornschicht der Haut quillt auf, verhornte Hautzellen lockern sich und können leicht abgespült werden. Bei sehr trockener Haut wird die Struktur durch Aktivierung der Schweißdrüsen und Wassereinlagerungen in die Hornschicht verbessert.
Saunieren während der Schwangerschaft ist möglich.

### Kontraindikationen
Menschen mit Entzündungen, mit akuten Infektionskrankheiten, mit Herz-Kreislauf-Krankheiten, mit Venenthrombosen oder Krampfaderleiden wird im Allgemeinen vom Besuch einer Sauna, eines Hamam, einer Banja oder eines Dampfbades abgeraten. Gegebenenfalls sollten ältere Menschen ihren Hausarzt befragen.

### Saunieren von Sportlern
Bei Sportlern sind die oben beschriebenen Auswirkungen ausgeprägter als bei Nicht-Sportlern. Die Frage bleibt allerdings offen, ob das an der Erhöhung der Körpertemperatur, am Abkühlen danach oder an dieser Form des Wechselbades liegt.

## Saunavarianten

### Das Dampfbad

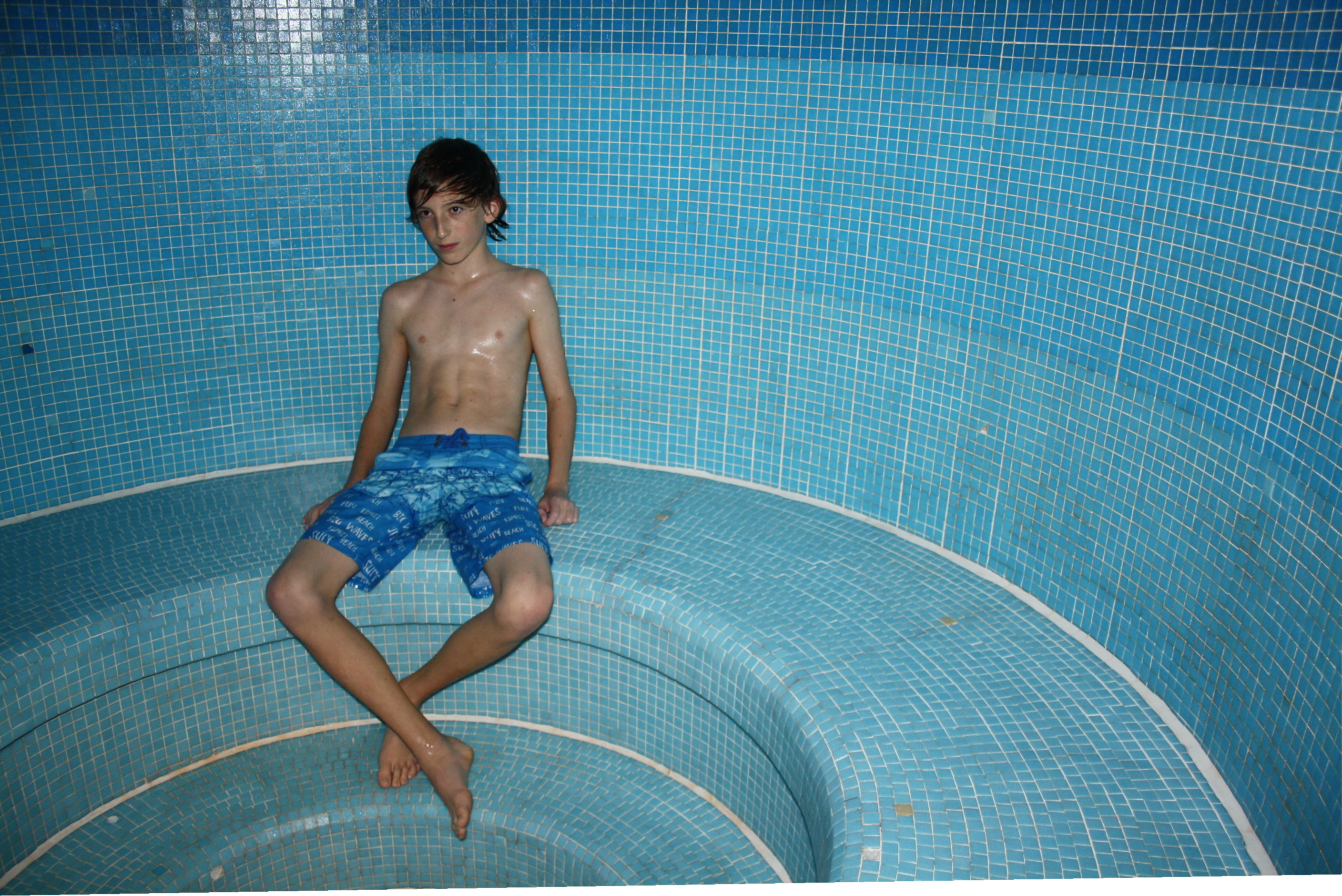
Raum eines Dampfbades

(auch Nebelbad) ist eine Variante der Sauna mit niedrigerer Temperatur und höherer Luftfeuchtigkeit. Einige Betreiber versetzen den Dampf mit einem Duft, z. B. Eukalyptus. Dampfschwitzbäder wurden in der Antike erfunden (Sudatorium).
Dampfbäder gibt es in verschiedenen Formen:
- Caldarium (römisches Dampfbad)
- Hamam (türkisches Dampfbad)
- Banja (russisches Dampfbad)
- Sentō (japanisches Dampfbad)
- Mexikanisches Temazcal
- nordamerikanische Schwitzhütte (Inipi)
- Irisches Dampfbad
- moderne Dampfbäder
- Softdampfbäder
- Tylarium (Kombination einer traditionellen Sauna und eines milden Dampfbades)
- Biodampfbad

### Saunaarten
- Finnische Blockhaussauna
- Integrierte Sauna (Badezimmer)
- Finnische Rauchsauna
- Finnische Keloholzsauna

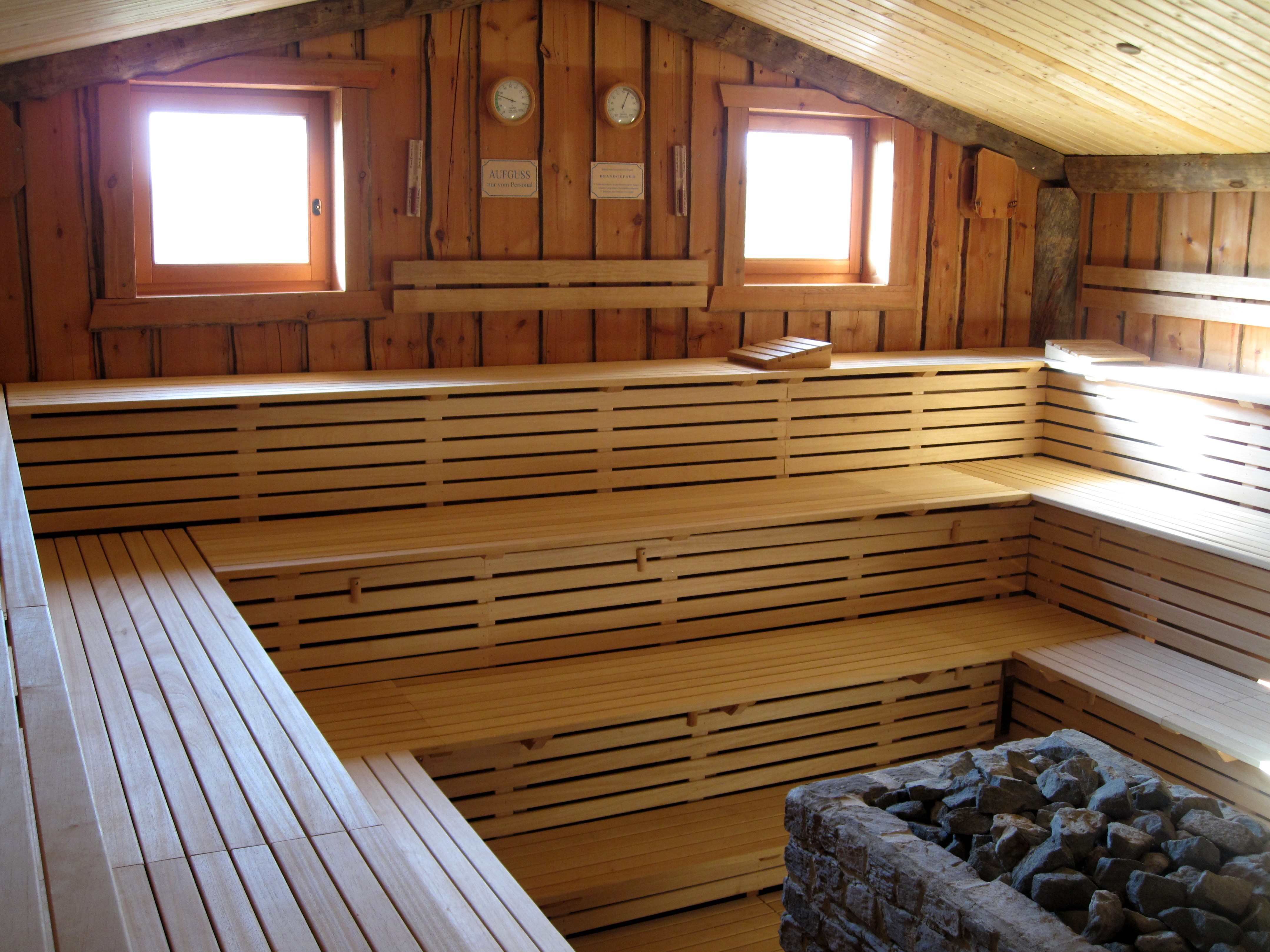
Größerer Saunaraum

- Weitere Varianten, die sich allein aufgrund ihrer Ausgestaltung, ihrer Lage oder ihres „Mottos“ von der „klassischen“ Sauna unterscheiden (etwa „Erdsauna“, „Höhlensauna“, „Stollensauna“, die an indianische Traditionen anknüpfende „Schwitzhütte“ oder die „Salzsauna“)
- Für Wohnungen oder Gebäude mit wenig Platz gibt es Saunamodelle, welche mit Infrarotstrahlern beheizt werden. Hier gelangt die Temperatur meist aber nicht über 60 °C hinaus. Solche Modelle nennt man auch Wärmekabine.

### Feuchtes Warmluftbad
Im feuchten Warmluftbad, auch Biosauna genannt, herrschen niedrigere Temperaturen als in der klassischen (finnischen) Sauna, in der Regel etwa 45–60 °C bei einer Luftfeuchtigkeit von ca. 40–55 Prozent. Sie gilt als kreislaufschonender und wird häufig kombiniert mit Zugabe von ätherischen Ölen oder spezieller Beleuchtung (Lichttherapie). Die Verweildauer ist höher als in der normalen Sauna, ca. 15–30 Minuten, ansonsten ist der Ablauf der gleiche.

### Textilsauna
Der Begriff Textilsauna bezieht sich auf die Kleiderordnung in der Sauna und sagt zunächst nichts über die Art der Sauna selbst aus. In Textilsaunen wird Badekleidung getragen. Textilsaunen sind bevorzugt in Schwimmbädern anzutreffen, oft handelt es sich um Dampfsaunen. Textilsaunen haben den Vorteil, dass sie sich ohne zusätzliche Umkleideräume leicht in den normalen Badebetrieb integrieren lassen.
In den USA und Teilen von Asien ist die Textilsauna die übliche Art der Sauna. In Südeuropa und Frankreich sind Nacktsaunen nur geschlechtergetrennt üblich. Auch in der Westschweiz und im Tessin ist die Textilsauna weit verbreitet.
Das Thema Textilsauna oder Nacktsauna wird in Deutschland unter Saunagängern oft kontrovers und emotional diskutiert, auch weil fundierte wissenschaftliche und medizinische Untersuchungen fehlen.
Hauptargumente von Nacktsauna-Befürwortern:
- Traditionelle Gewohnheiten im deutschsprachigen und nordeuropäischen Raum
- Hygienische und physiologische Gründe durch behinderte Wärmezirkulation auf Grund von getragener Badebekleidung
- Chlorbelastung durch in Badekleidung mitgeführtes Schwimmbeckenwasser

Hauptargumente von Textilsauna-Befürwortern:
- Psychisches Unwohlsein durch ungewollte Nacktheit und Nacktzwang
- Hygienische und physiologische Gründe durch behinderte Wärmezirkulation auf Grund von aus Scham großflächig umschlungenen und getragenen Badetüchern

## Ablauf eines Sauna-Besuchs

### Sauna-Verhaltensregeln
In öffentlichen Saunen sollten einige Dinge beachtet werden:
- Im deutschen Sprachraum wird ein Duschen vor dem Gang in die Sauna erwartet.
- Ein Handtuch als Sitzunterlage bzw. Liegeunterlage sollte mitgebracht werden („kein Schweiß auf Holz“); ein zweites wird zum Abtrocknen empfohlen.
- Im deutschen Sprachraum wird beim Aufguss wenig gesprochen.

Die Verhaltensweisen in einer Sauna können sich von Land zu Land stark unterscheiden. Auch die Frage, ob das Saunieren in einer öffentlichen oder in einer privaten Sauna stattfindet, spielt eine Rolle. Während beispielsweise die Körperreinigung in einer finnischen Privatsauna im Saunaraum selbst erfolgen kann, wird dieser Vorgang in einer öffentlichen Sauna aus hygienischen Gründen unter die Dusche verlegt.

### Bräuche in der öffentlichen Sauna im deutschsprachigen Raum
Der Besuch eines Saunabades beginnt mit dem Duschen und gründlichen Abtrocknen; vor dem ersten Saunagang sollte die Hautoberfläche wieder trocken sein, da sonst das Schwitzen verzögert wird. Die Saunierenden sitzen bzw. liegen in der Saunakabine weitgehend oder vollständig unbekleidet. Um Verunreinigungen zu verhindern, legt man ein Handtuch unter den Körper, das den Schweiß auffängt. Im Heimatland der Sauna, Finnland, werden auch oft Leinentücher, Einmalunterlagen oder oft gar keine Unterlagen verwendet, da halbwarme feuchte Handtücher oft als unhygienisch empfunden werden. Zum Schutz des Kopfes vor Überhitzung werden vereinzelt Hüte, meist aus Filz, getragen (auch Saunahut genannt).
In der Aufguss-Sauna liegt die relativ niedrige Luftfeuchtigkeit bei einer Temperatur von 100 °C an der Decke nur bei etwa 2–5 % relativer Feuchte. Dem Aufgusswasser werden häufig ätherische Öle beigefügt. Im deutschsprachigen Raum wird der Wasserdampf oft mit einem so genannten Wacheltuch verteilt. In Finnland ist dieser Brauch unbekannt; so erreicht man dort eher eine Schichtung der Luft, so dass die Luft auf den unteren Bänken für Kinder und Untrainierte besser geeignet ist. Größere Saunaanstalten bieten neben der Aufguss-Sauna noch eine Trockensauna (auch Sahara-Sauna genannt) mit geringerer Luftfeuchtigkeit und ohne Aufguss an.
Auf den insgesamt 8- bis 15-Minuten-Aufenthalt in der Saunakabine folgt zunächst eine kurze Abkühlphase an der frischen Luft, bei der die Lunge besonders gut Sauerstoff aufnehmen kann und die Atemwege rascher wieder abkühlen; dieses Luftbad sollte vor dem Kaltduschen genommen werden. Es folgt ein kaltes Abduschen des Schweißes. Dem Schwallguss kann ein kaltes Bad oder ein Guss mit kaltem Wasser (Kaltduschen) folgen: Entweder in einer Dusche oder Schwalldusche, einem Tauchbecken (Kneipp-Becken), einem Fluss, See oder – falls vorhanden – durch Wälzen im Schnee oder Abreiben mit gestoßenem Eis. Anschließend sucht man zur Erholung einen Ruheraum oder Tepidarium auf; dabei kann ein individuell unterschiedlich starkes Nachschwitzen einsetzen. Medizinisch sinnvoll sind in der Abkühlphase warme Fußbäder, auch um dem Nachschwitzen entgegenzuwirken.

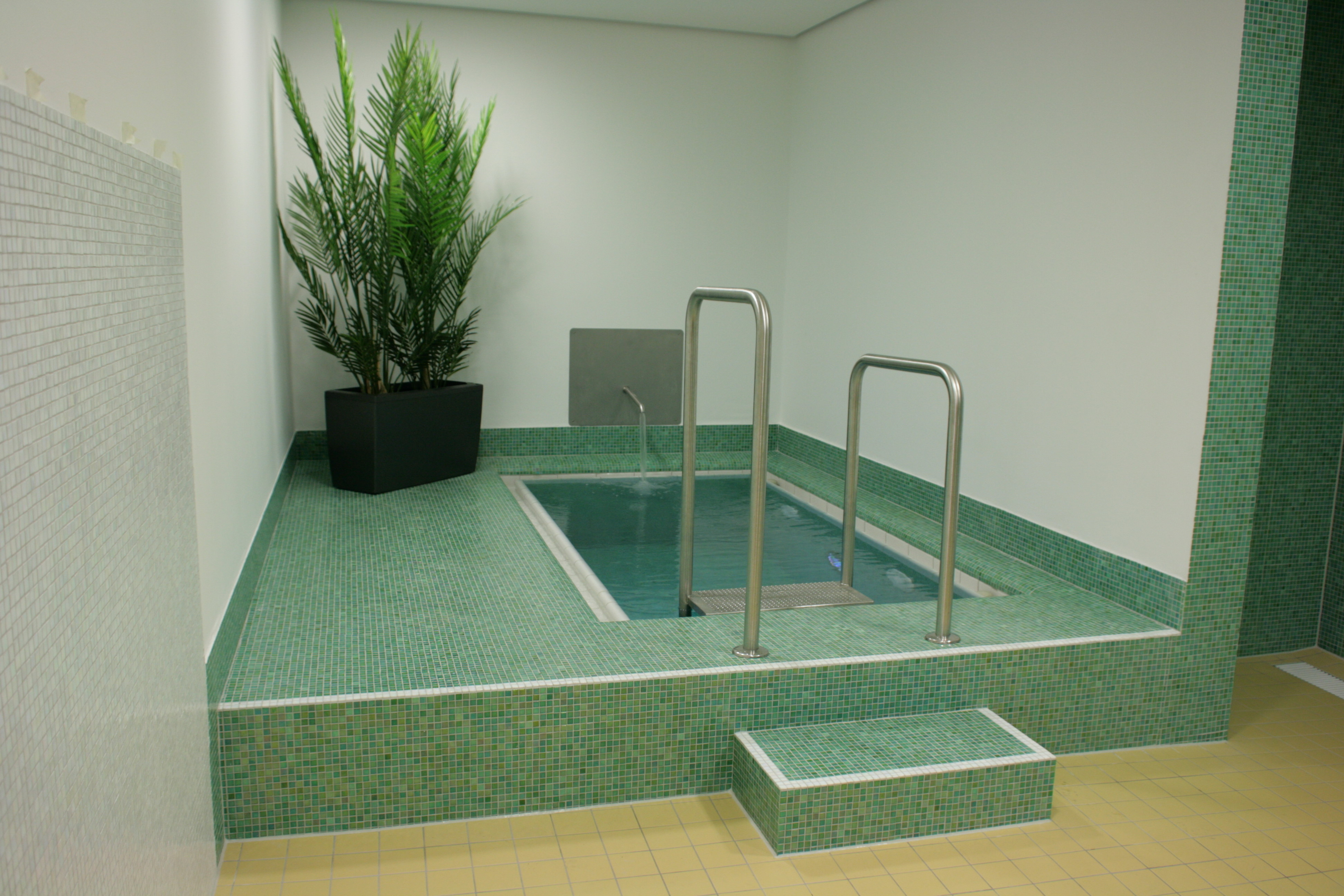
Tauchbecken zur Abkühlung nach dem Saunagang

In der Regel wiederholt man die gesamte Prozedur mit mindestens viertelstündigen Pausen zwei- bis dreimal; mehr als drei Saunagänge bewirken in der Regel keinen höheren Nutzen, können jedoch zu starken Ermüdungserscheinungen führen. In öffentlichen Saunabädern werden in regelmäßigen Abständen Aufgüsse meist unter Zusatz von Duftölen durchgeführt.

### Sauna in Finnland

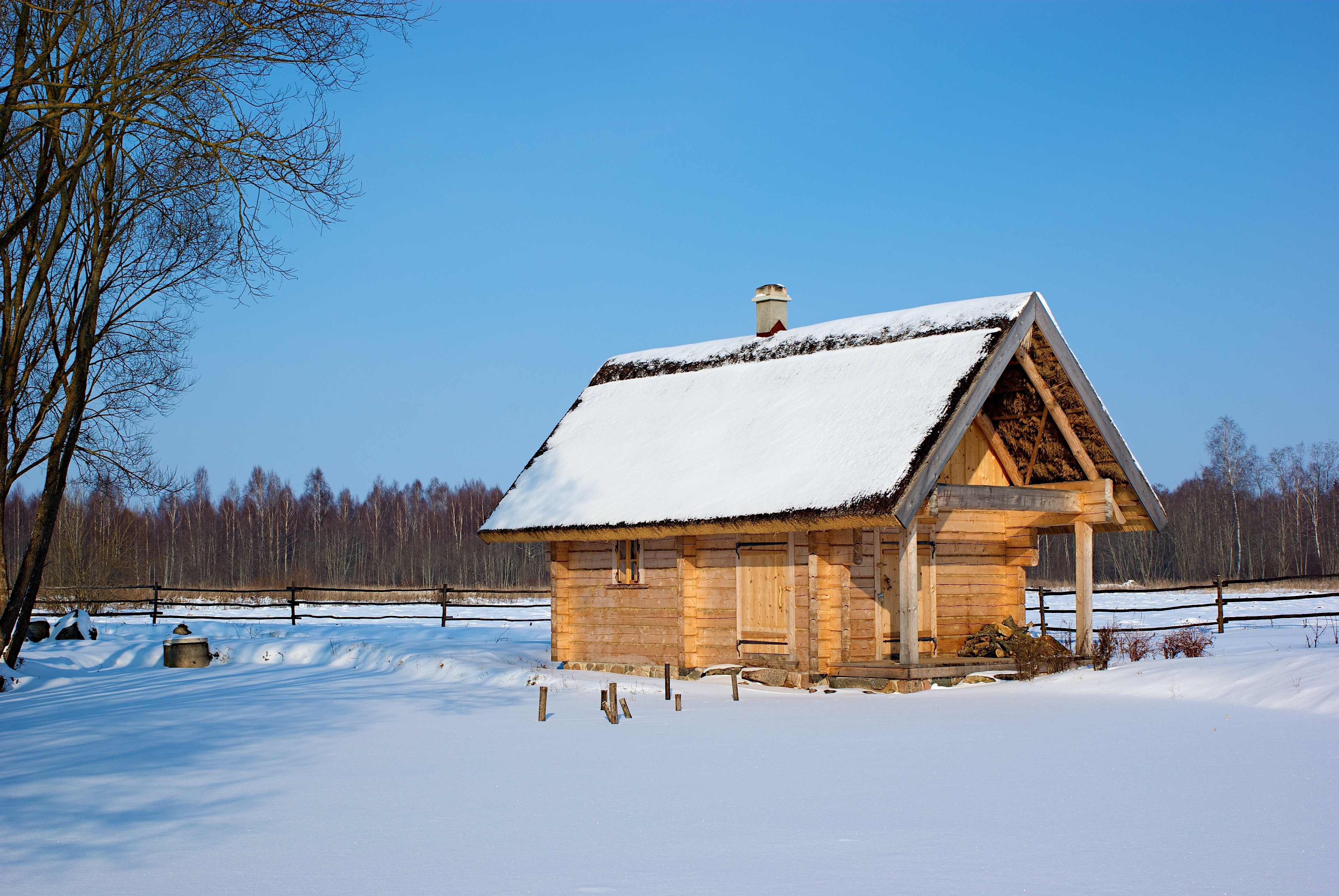
Ein lettisches Saunahaus (pirts)

Die Sauna ist ein elementarer Bestandteil der finnischen Kultur. Die in fast jedem Haus (auch Miets- und Ferienhäusern) vorhandene Privatsauna dient der Entspannung und Körperreinigung. In der traditionellen Form ersetzt die Sauna das Badezimmer, d. h. die komplette Körperreinigung findet dort statt, in modernen Wohnhäusern werden teilweise Badezimmer und Sauna zusammengelegt. Wenn in früherer Zeit ein neues Haus angelegt wurde, wurde zuerst das Saunagebäude errichtet. Die Sauna war der einzige Raum, in dem es heißes Wasser gab, außerdem der sauberste und sterilste, weshalb dort auch die Kinder geboren wurden. Babys werden schon frühzeitig  mit in die Sauna genommen, was in Maßen ausgeübt medizinisch unbedenklich ist.
In freistehenden Wohnhäusern ist die Sauna manchmal im Keller untergebracht, in älteren Häusern in einem gesonderten Gebäude, das meist auch einen Ruheraum, einen Schuppen und eventuell eine Außentoilette beinhaltet. In Mehrfamilienhäusern gibt es häufig eine Gemeinschaftssauna, die sich die Mieter nach einem Saunaplan teilen. In den 1990er Jahren ging man zunehmend dazu über, auch in kleinen Wohnungen eine kleine Sauna ins Bad mit einzubauen. In Mehrfamilienhäusern wird die Sauna in der Regel elektrisch beheizt. Allerdings schwören die Finnen weiterhin auf eine traditionelle Beheizung mit Holz.

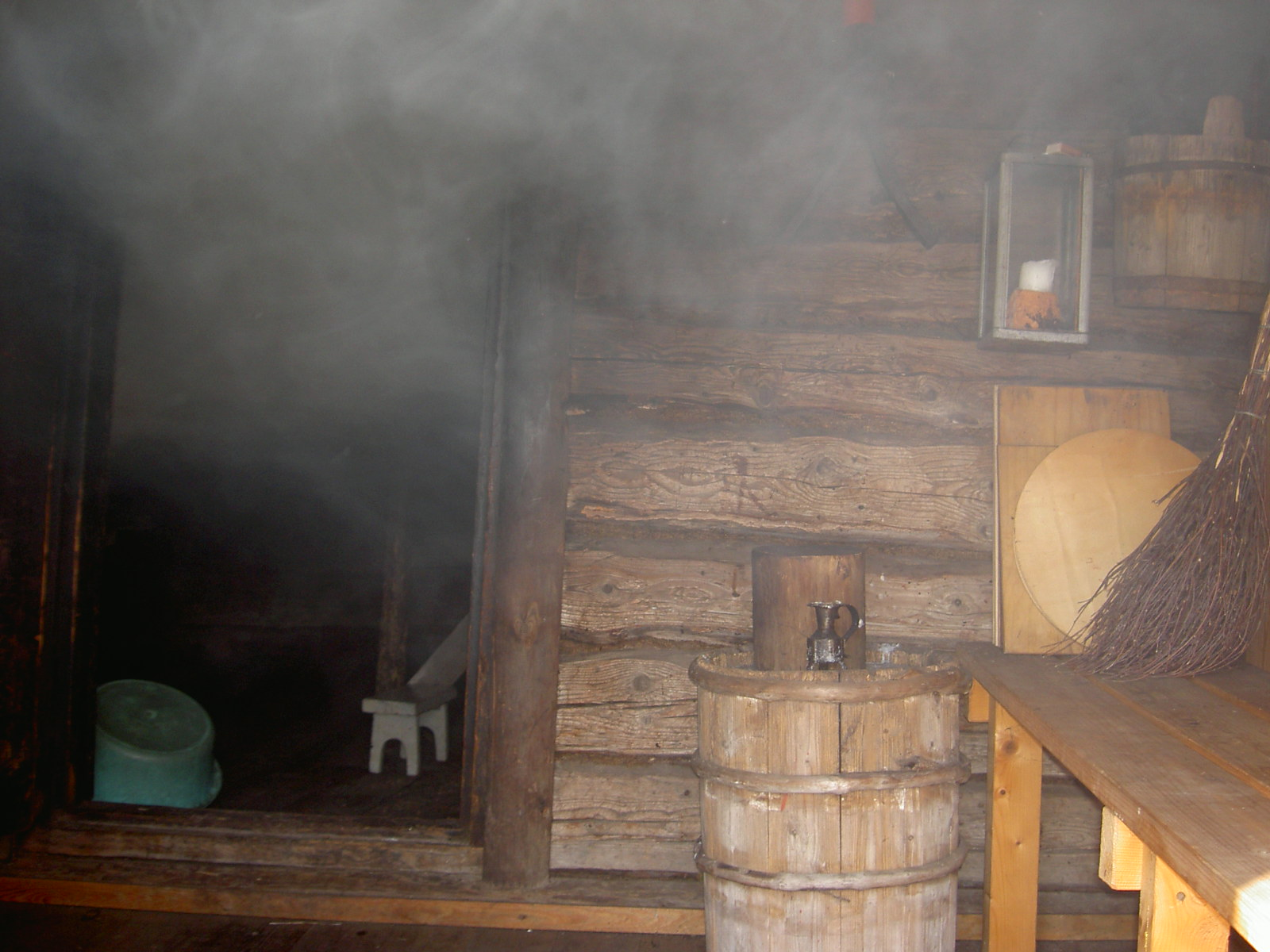
Im Inneren einer finnischen Rauchsauna bei Uusikaupunki

Die traditionelle bzw. ursprüngliche Form der finnischen Sauna ist die Rauchsauna (finn. savusauna). Hier wird ein großer Steinhaufen über mehrere Stunden, zumeist den ganzen Tag lang mit großen Holzscheiten aufgeheizt, wobei sich der Rauch im Saunaraum selbst ausbreitet. Die unterste und oberste Steinschicht besteht aus dünnen, flachen Steinen, um die Holzscheite zu tragen. Alternativ wurden früher auch alte Ölfässer oder Eisenstangen verwendet. Wenn das Feuer erloschen ist, wird die Asche weggeräumt, der Rauch zieht durch eine Öffnung in der Decke oder verschließbaren Abzugsrohren ab, manchmal wird der Ruß von den Sitzbänken abgewischt. Nun erfolgt ein starker erster Aufguss, durch den der restliche Rauch aus der Sauna „getrieben“ wird. Jetzt kann die Sauna für mehrere Stunden benutzt werden. Der Steinhaufen und die in ihm gespeicherte Hitze dient stundenlang als der Saunaofen (kiuas). Der Aufgussdampf breitet sich durch das große Steinvolumen sehr „weich“ in den Raum aus.

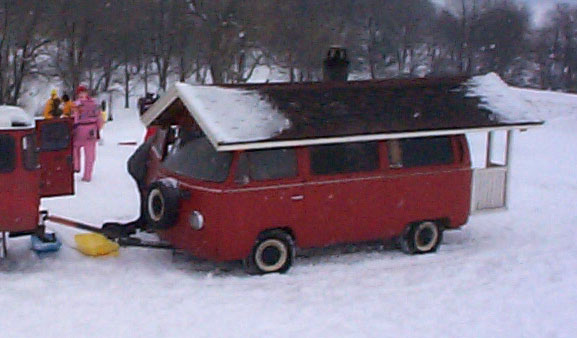
Zur mobilen Sauna umgebauter VW-Bus in Helsinki

In Finnland gibt es keine festen Zeitdauern für die Länge eines Saunaganges oder der Pausen. Es reicht vom schnellen fünfminütigen Saunagang zwischendurch bis zum stundenlangen „Saunamarathon“. Zudem sind die Saunagänge und die Pausen abhängig von der Temperatur in und außerhalb der Sauna sowie vom sozialen Geschehen um die Sauna herum. Prinzipiell unbekannt ist in der finnischen Sauna ein Bademeister, in öffentlichen Saunen höchstens zum An- und Ausschalten oder zum Brennholz-Nachlegen. Denn das richtige Maß für einen Aufguss kennt nur der Saunierende. Den Aufguss macht in der Regel derjenige, der neben dem Aufgusseimer sitzt, oft auf der obersten Bank, wo die Temperatur am besten eingeschätzt werden kann. In aller Regel wird das ungeschriebene Gesetz „sillä puheet kenellä kuuppa“ befolgt, was frei übersetzt so viel heißt wie „wer die Kelle hat, hat das Wort“. Alle paar Minuten wird Wasser aufgegossen, so dass ausreichend Dampf und Hitze entsteht, was das Wedeln mit dem Handtuch überflüssig macht. In Finnland gilt es als höflich, wenn ein frisch in den Saunaraum Eintretender eine Kelle Wasser über die Steine wirft, um den durch das Öffnen der Türe entstandenen Wärmeverlust dem Empfinden nach auszugleichen. In der Öffentlichkeit und bei größeren Familien praktizieren die Finnen in der Regel Geschlechtertrennung. Bei größeren Familienfesten kann es vorkommen, dass zwischendurch einmal oder auch mehrmals täglich sauniert wird. Traditionell ist auch die Weihnachtssauna am Heiligen Abend, in der man sich für die folgenden Feierlichkeiten reinigt.

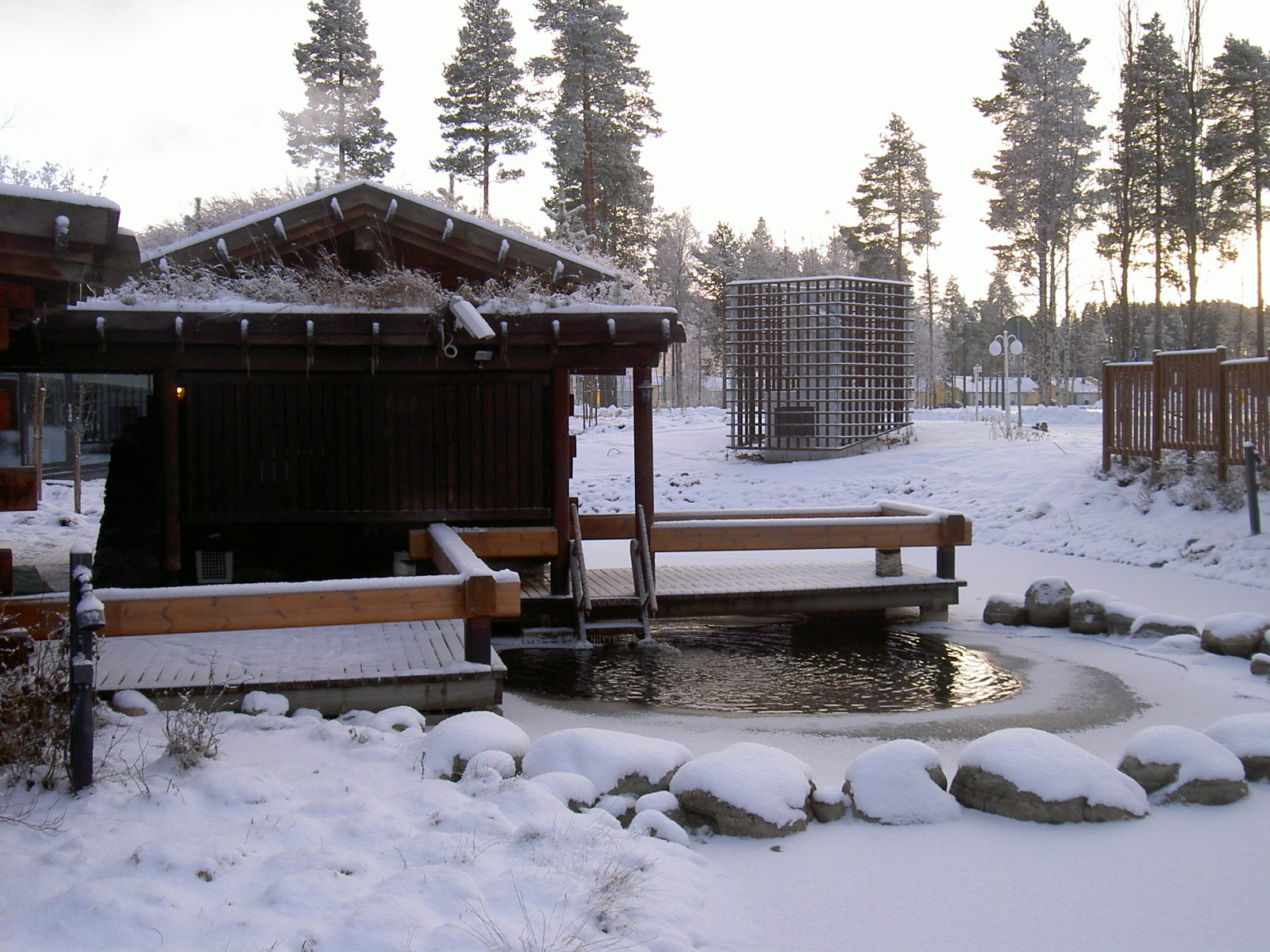
Eisloch bei einer Sauna bei Vuokatti

Das Zugeben von Duftölen zum Aufgusswasser ist regional unterschiedlich stark verbreitet, mancherorts eher verpönt und nicht in die finnische Sauna gehörend. Verbreiteter ist eher das Hinzufügen von Duftölen direkt in die Schöpfkelle für einen Wasserwurf sowie das Mitnehmen von Birkenzweigen und Bier in die Sauna. Ein beliebter Duft ist der von Teer, so dass es nach dem Aufguss nach dem Inneren eines alten Segelschoners riecht. Das auch in russischen Saunen weit verbreitete leichte 'Peitschen' der Haut mit Birkenzweigen hat einen massageähnlichen anregenden Effekt, zudem wird dadurch ein angenehmer Birkenduft verbreitet. Die Birkenblätter geben beim Peitschen eine Substanz ab, die eine leichte seifenartige Wirkung ausübt. In Westfinnland heißen die Birkenbüschel vihta und in Ostfinnland vasta, wobei die jeweilige Bevölkerungsgruppe scherzhaft-verbissen die Überzeugung pflegt, dass allein „ihre“ Bezeichnung die einzig korrekte ist. Die Büschel werden nach Mittsommer gesammelt (zu junge Zweige sind klebrig) und trocken gelagert oder es werden frische tiefgefrorene Büschel aus dem Supermarkt verwendet. Manchmal werden sie auch getrocknet und für die Anwendung in der Sauna in heißem Wasser gebrauchsfertig gemacht. In Estland werden für den gleichen Zweck oft Wacholderzweige verwendet, deren Nadeln prickeln und als leicht schmerzhaft empfunden werden können.
Nach jedem Saunagang erfolgt das Abkühlen an der frischen Luft oder unter der Dusche. Wenn möglich, wird auch gerne ein Bad im See genommen oder sich im Schnee gewälzt. Die Abkühlphase dauert so lange, bis man sich für den nächsten Saunagang bereit fühlt. Trinken zwischen den Saunagängen ist üblich; Bier, Saft oder Limonade werden bevorzugt. Nach dem letzten Saunagang erfolgt die Körperreinigung, entweder in der Sauna selbst oder einer danebenliegenden Dusche. Die Dauer eines kompletten Saunabesuches ist sehr individuell und liegt oftmals zwischen einer und drei Stunden.

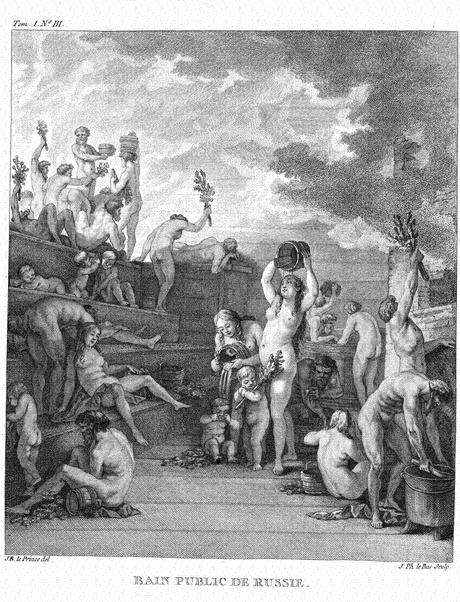
Jean-Baptiste Le Prince: Öffentliches Bad in Russland (um 1765)

### Sauna im russischen Raum
Große Bedeutung hat in Russland die dortige Variante der Sauna, die Banja. Auch ist es bei Geschäftsleuten und Politikern beliebt, sich dort zu beraten und Entscheidungen zu treffen. So trifft man außerhalb Russlands auch häufig Russen in den öffentlichen Saunaanlagen an, wo sie untereinander Kontakte in der Diaspora pflegen. Dabei gilt, dass auch die Russen im Allgemeinen, von solchen geschäftlichen oder freundschaftlichen Saunabesuchen abgesehen, das getrennte Saunieren bevorzugen.

### Sauna in anderen Ländern

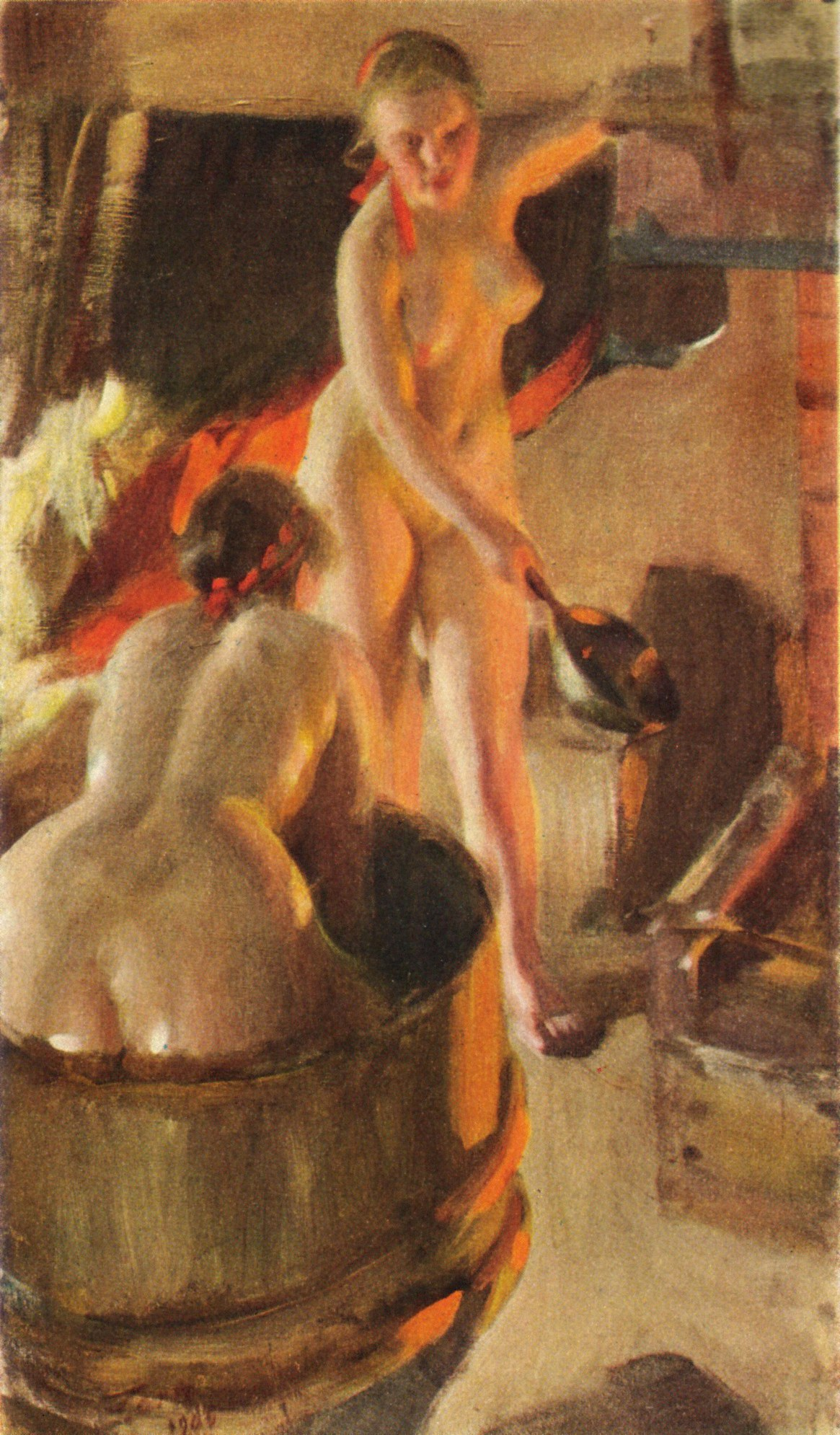
Anders Zorn: Badende Frauen aus Dalarna in der Sauna (1906; Schwedisches Nationalmuseum, Stockholm)

In vielen Ländern außerhalb Skandinaviens und des deutschsprachigen Raums ist textilfreies Saunieren insbesondere in gemischten Saunen nicht gestattet, was häufig Verwirrungen beim Besuch einer Sauna im Ausland verursacht. Saunen mit zwingend textilfreiem Besuch finden sich in Estland, Lettland, Litauen, Polen, Russland, Dänemark, Finnland, Schweden und Norwegen (die vier letzteren meist geschlechtergetrennt), Belgien, den Niederlanden, Luxemburg, Deutschland, Österreich, der deutschsprachigen Schweiz, dem nordöstlichen Italien (Friaul und Südtirol), Slowenien und Kroatien. Dabei gibt es jedoch häufig in gemischt betriebenen Saunen festgelegte Zeiten (meist ein halber Tag pro Woche), die allein den Frauen vorbehalten sind.
Im Vereinigten Königreich, Frankreich und den südeuropäischen Ländern wird beim Saunagang oft Badekleidung getragen. Gemischte Saunen sind selten, in den üblichen getrenntgeschlechtlichen Einrichtungen wird zunehmend textilfreies Saunieren toleriert.
In Spanien sind Saunen noch wenig verbreitet. Es wird strikte Geschlechtertrennung praktiziert, man betritt die Sauna nicht nackt, sondern in Badebekleidung. Die Temperatur in der Sauna ist viel niedriger, als in Mittel- und Nordeuropa üblich.
In Brasilien ist das Tragen von Badebekleidung in der Sauna verpflichtend. In Afrika sind Saunen oft weit weniger heiß als in Europa. In Zentralamerika gibt es im südlichen Mexiko und Guatemala eine indigene Form der Sauna, diese Temazcal sind jedoch für Einzelpersonen gedacht.
In den Vereinigten Staaten unterscheiden sich die Umgangsformen stark zwischen den einzelnen Bundesstaaten, so gibt es im nördlichen Michigan, Minnesota, Wisconsin und Iowa eine große finnischstämmige Bevölkerung, die die Saunakultur pflegt. In anderen Bundesstaaten hat die Sauna keine Tradition und wird im Wesentlichen als Zusatzangebot von Fitnessclubs und Wellnesseinrichtungen genutzt. Da sie hier im Regelfall an die Umkleideräume gekoppelt sind, sind sie so nach Geschlechtern getrennt, und es gibt im Allgemeinen keine Regeln zu Textilgebrauch, Handtuchnutzung oder Umgangsformen. Bei den selteneren gemischten Saunen ist allerdings Schwimmkleidung verpflichtend. Aus Gründen der verschärften Haftung in den Vereinigten Staaten sind die meisten Saunen in der Temperatur nach oben begrenzt und erlauben keinen Aufguss.
In Australien gibt es Saunen und/oder Dampfbäder zum Beispiel in öffentlichen Schwimmbädern, Hotels und Motels. Diese werden in Badebekleidung benutzt, Aufgüsse sind eher unüblich.
In Korea hat sich eine eigenständige öffentliche Kultur des Heißdampfbads entwickelt, für die der Konglish-Begriff 사우나, eine Transkription des westlichen Worts „Sauna“, verwendet wird. Ebenso wie im Fall des japanischen Sentō ist der Besuch textilfrei. Gemischte Badehäuser sind praktisch nicht existent.

## Der Aufguss
Der Aufguss ist das Begießen der heißen Steine des Ofens mit kaltem oder heißem Wasser in der Sauna. Eine Sauna, in der auf jeden Fall auch ein Aufguss stattfindet, wird auch als Aufgusssauna bezeichnet, im Gegensatz z. B. zur Trockensauna.

### Vorgang
Das Wasser verdampft auf den bis zu 500 °C heißen Steinen zu Wasserdampf und erhöht so kurzzeitig die Luftfeuchtigkeit; gleichzeitig sinkt – physikalisch bedingt (Verdampfungsenthalpie) – die Lufttemperatur in der Sauna. Ein Platzen der Steine wird durch Verwendung von porenreichem Lavagestein verhindert,  auch erhitztes Wasser trägt dazu bei. Der Dampfstoß, auch „Gluthauch“ oder nach dem finnischen Wort Löyly genannt, steigt durch den Auftrieb (geringere Dichte der heißen Luft) zunächst nach oben an die Decke des Saunaraums und erwärmt durch Wärmekonvektion den Saunaraum. Durch Verwirbeln der Luft mit einem (nicht als Sitztuch verwendeten) Handtuch kann er gleichmäßig im Saunaraum verteilt werden. Das Anwedeln bewirkt zudem, dass sich die auf der Oberfläche der Haut befindende Luftschicht, die als Wärmedämmschicht wirkt, mit warmer Luft verwirbelt und sich dadurch der Körper weiter erhitzt. Der Aufguss verstärkt so das Hitzeerleben der Sauna.
Befindet sich ein kalter Körper in wasserdampfgesättigter Luft, dann wirkt er als Kühlkörper, an dessen Oberfläche der Taupunkt unterschritten wird und sich dort Kondenswasser niederschlägt, erkennbar an einer Benetzung bzw. Wassertropfen auf der Haut. Dementsprechend stammt das vom Saunabadenen abtropfende Wasser nur teilweise vom Schweiß. Zwischen 30 und 50 % dieses Wassers ist Kondenswasser. Ist die Luft noch nicht wasserdampfgesättigt, kann Schweiß verdunsten, wodurch der Körper gekühlt wird (die dafür erforderliche Verdampfungsenthalpie kann aber auch aus der Raumluft oder von der Wärmestrahlung im Raum stammen, dann wird nur die Wärmekapazität des Schweißsekrets aus dem Körper abgeführt). Der kühlende Verdunstungseffekt wird daher umso stärker sein, je „trockener“ die Luft ist. In der Sauna werden die Schweißabsonderung und die Durchblutung verstärkt, da über den Blutkreislauf die Körpertemperatur geregelt wird (siehe dazu Thermoregulation). Bei einem Aufguss kann der Schweiß in der übersättigten Luft nicht mehr kühlend wirken, der Körper überhitzt, der Puls steigt und die Saunagäste flüchten alsbald nach draußen, um sich (rasch) abzukühlen.
Es gibt von medizinischer Seite unterschiedliche Ansichten über die mit dem Aufguss (in der derzeit praktizierten Form) verbundenen gesundheitlichen Aspekte und etwaigen Risiken.
In einer sehr heißen Sauna kann der Löyly auf den oberen Bänken an der Grenze des ertragbaren Schmerzes sein. Empfindlichen und ungeübten Saunabesuchern wird daher empfohlen, sich während des Aufgusses auf eine der unteren Bänke zu setzen, wo die Luft weniger heiß bleibt.

### Aufgusszeremonie
Allgemein wird der Aufguss meistens als der Höhepunkt des Saunabadens angesehen. Da ihm eine „zentrale“ Rolle beim Saunabad zukommt, hat er sich zu einer mehr oder weniger ausgefeilten Zeremonie entwickelt. Die Aufgusszeremonie wird in unterschiedlichen Ländern jedoch sehr unterschiedlich zelebriert. Im Folgenden wird die heute (2009) im deutschsprachigen Raum vorherrschende Form des Aufgusses beschrieben.
Für den Aufguss wird ein hölzerner Aufgusskübel mit etwa fünf Litern frischem Wasser gefüllt und wenige Tropfen eines Aufgusskonzentrats nach Wahl zugegeben. „Klassische“ Düfte sind Nadelhölzer wie Fichte, Eukalyptus, Latschenkiefer, Zitrusdüfte, Menthol oder Minze. Ätherische Öle wirken entweder anregend oder beruhigend auf den Körper.
In öffentlichen Saunen wird der Aufguss meist von einem Saunameister durchgeführt oder läuft automatisiert ab. Es ist dort unüblich oder sogar verboten, dass Besucher selbst einen Aufguss machen. Die Aufgüsse laufen meist nach dem gleichen Schema ab, nur das Aroma wird variiert.
Anfangs wird die Sauna „trocken“ aufgeheizt, die Luft wird dabei durch Wärmeabstrahlung der Steine, Wärmeströmung durch Luftkonvektion und Wärmereflexion der Wände erwärmt. Zur Verbesserung der Luftkonvektion befindet sich unter dem Saunaofen eine Öffnung zur Frischluftzufuhr und eine weitere zur Luftabfuhr (die mitunter auch verschlossen werden kann) an der gegenüberliegenden Wand (zum Frischluftbedarf in kleinen Räumen siehe dort). Kalte Frischluft von außen passiert die Steinschlichtung des Saunaofens, durch den Kamineffekt und die geringere Dichte der heißen Luft steigt diese an die Decke auf und drückt den kälteren Luftpolster nach unten und bei der Abluftöffnung hinaus.
Währenddessen nehmen die Saunabadenden in der Sauna Platz und schwitzen einige Minuten in der heißen „trockenen“ Luft vor, bevor der Aufguss beginnt. Nicht unüblich ist es, dass Eiswürfel zur Kühlung bestimmter Körperpartien oder gekühlte Fruchtscheiben (z. B. von Zitronen oder Apfel oder Gurkenscheiben) gereicht werden.
Unmittelbar vor dem Aufguss wird oft zusätzlich noch frische Luft in den Saunaraum gelassen, indem die Saunatür für kurze Zeit weit geöffnet wird (nicht wegen Sauerstoffmangels, sondern wegen erhöhter Kohlenstoffdioxid-Konzentration und sonstiger Körper-Ausdünstungen).
Während der Aufgusszeremonie wird die Sauna nicht verlassen, da das Öffnen der Tür heißen Dampf entweichen und kühle Luft einströmen lassen würde, also den Aufgusseffekt stören würde. Besuchern, denen es zu heiß wird, wird empfohlen, sich tiefer zu setzen. Bei echtem Bedarf oder gar gesundheitlichen Problemen (Kreislauf) darf der Saunaraum selbstverständlich verlassen werden.
Das Aufgusswasser wird mit einem hölzernen Saunalöffel (auch Löylykelle oder Aufgusskelle genannt) portionsweise auf die heißen Steine des Saunaofens gegeben, wo es verdampft. Nachdem etwa ein Drittel des Wassers aufgegossen ist, verwirbelt der Saunameister mit einem extra Handtuch den entstandenen Wasserdampf im Saunaraum. Dabei gibt es spezielle Handtuchtechniken: die gängigsten sind das rasche Herumwirbeln des längs gefalteten Handtuchs wie ein Propeller und das „Herunterschlagen“ des Gluthauchs von der Saunadecke auf die Saunagäste. Alternativ kann auch anstelle des Handtuchs ein großer Fächer verwendet werden, der die Luftverwirbelung mit wenig Kraftanstrengung ermöglicht.
Das Aufgießen und Wedeln wird meist drei Mal wiederholt (nachdem sich die Steine wieder aufgeheizt haben). Nach der letzten Aufgussportion und Wedeln ist der Aufguss beendet. Für einen gut gemachten Aufguss gibt es am Ende meistens lobende Worte und/oder einen kleinen Applaus. Wenn möglich, wird nach dem letzten Wedeln noch eine oder zwei Minuten nachgeschwitzt, bevor die Saunabadenden den Saunaraum verlassen, um sich mit frischer Luft und Kaltwasseranwendungen wieder abzukühlen.
Bei privaten Saunen kann der Aufguss im Prinzip genauso, aber von einem der Saunabadenden durchgeführt werden. Da private Saunen meist etwas kleiner sind, ist hier weniger Aufgusswasser notwendig und das Handtuchwedeln kann bedingt durch den kleineren Raum nicht ganz so ausholend erfolgen. Werden bei kleinen Saunen nur wenige Schöpfkellen Aufguss benötigt, so kann das ätherische Öl auch tropfenweise einzeln auf den wassergefüllten Saunalöffel gegeben werden. Keinesfalls darf aber das Öl ohne Wasser auf die Steine gelangen, da es sonst Feuer fangen würde.

### Besondere Aufgussarten

#### Aromatisierter Aufguss
In Mitteleuropa ist es verbreitet, dem Aufgusswasser einige Tropfen ätherische Öle, im Fachhandel Aufgusskonzentrate oder Saunadüfte genannt, zuzugeben. Nach dem Aufguss entfalten sich die Aromastoffe dann als wohlriechender Duft, zum Schwitzen kommt ein Dufterlebnis hinzu. Die Substanzen werden inhaliert aber auch durch die Haut aufgenommen. Im Handel erhältliche Parfümöle duften zwar ähnlich wie ätherische Öle, verdunsten zumeist nicht rückstandsfrei und sind für die Sauna ungeeignet. Angebotene „Duftöle“ können ätherische Öle enthalten oder nur Parfümöle sein. Da die meisten ätherischen Öle leicht entflammbare Substanzen (Terpene etc.) enthalten, dürfen sie nicht direkt auf heiße Saunasteine oder Ofenteile getropft werden (Explosionsmechanismus ähnlich einer Fettexplosion). Konzentrierte ätherische Öle wirken hautreizend, und nicht jedes ätherische Öl ist für eine Inhalation während des Saunagangs geeignet.

#### Eis- und Schnee-Aufguss
Das Aufgusswasser wird mit Eiswürfeln oder zerstoßenem Eis gemischt. Das Eis schmilzt und verdampft gleichmäßig, ohne teilweise ungenutzt durch die Steine hindurch zu rinnen. Dadurch wird ein stärkerer Effekt erzielt, der so nur durch gleichmäßiges Aufgießen über einen längeren Zeitraum zu erzielen wäre. Es können beliebige ätherische Öle verwendet werden. Denselben Effekt erhält man, indem man Schneebälle auf den Ofen gibt.
Daneben werden auch bei normalen Aufgüssen gerne Eiswürfel oder zerstoßenes Eis zum Einreiben und Lutschen verteilt, was zum Teil ebenfalls „Eis-Aufguss“ genannt wird.

#### Erlebnis-Aufguss
Beim Erlebnis-Aufguss steht der Spaß im Vordergrund, weshalb auch während des Aufgusses geredet werden darf. Häufig werden Witze erzählt oder die Gäste und der Saunameister werfen sich gegenseitig herzlich gemeinte boshafte Kommentare zu. Der Erlebnisaufguss wird gerne auch mit Musik, Obst oder Getränken, Verkleidung des Saunameisters und einer kleinen Geschichte kombiniert.

#### Gießkanne
Mit einer Gießkanne samt Gießbrause wird das Wasser besonders gleichmäßig über die Steine verteilt. Auf diese Weise wird die Oberfläche der Steine besser ausgenutzt, das gesamte Wasser verdampft stoßweise früher und steigert so das Hitzeempfinden.

#### Honig-Aufguss
Beim Honig-Aufguss reiben die Saunabadenden nach dem Vorschwitzen oder dem ersten Aufguss den ganzen Körper mit Honig ein. Der Honig wird durch die Wärme sehr flüssig, duftet gut und zieht in die Haut ein, wo er hautreinigend und pflegend wirkt. Als Aufgussöl sind beim Honig-Aufguss fruchtige Duftrichtungen beliebt.
Im Fachhandel gibt es mittlerweile auch spezielle Honigpasten zum Einreiben, die weitere Zusätze enthalten.

#### Salz-Aufguss
Hierzu verlassen die Gäste die Saunakabine nach dem Vorschwitzen mit zwei oder drei Aufgüssen vorübergehend, um den Körper an einem leicht zu reinigenden Platz in der Nähe mit durch ätherische Öle angereichertem Salz einzureiben. Dazu wird entweder grobkörniges Mineralsalz oder gewöhnliches Kochsalz verwendet (wobei das Gesicht, der Genitalbereich und offene Wunden ausgespart werden sollten). Nach dem „Einsalzen“ setzt man sich wieder in die Sauna, und es folgen weitere zwei bis drei Aufgüsse. Das Salz wirkt schweißtreibend und desinfizierend, außerdem wird die Haut durch das Abreiben gepeelt (Salzpeeling).
Da von der Salzschicht am Körper immer etwas herunterrieselt und das Salz in Verbindung mit Feuchtigkeit das Holz der Sitzbänke stark angreift, wird die Salzanwendung häufiger in Dampfbädern und Hamams angeboten, wo die Sitzflächen wegen der hohen Luftfeuchtigkeit gefliest sind. Oder die Salzaufgüsse sind nur auf immer dieselbe Saunakabine beschränkt, in der die Holzsitzbänke relativ häufig erneuert werden müssen.
Bei einer anderen Variante des Salzaufgusses wird Salzwasser aufgegossen, wodurch die Luft mit Salz angereichert werden soll. Das soll sich ähnlich wie bei Seeluft beispielsweise bei Pollenallergikern und Asthmatikern positiv auswirken.

#### Frucht-Aufguss
Hier wird während des Aufgusses in kleine Stücke geschnittenes, in einigen Saunen sogar gefrorenes Obst an die Besucher verteilt. Die Früchte werden als willkommene und leckere Erfrischung gegessen und stärken die Badenden für den zweiten Teil des Aufgusses.

#### Bier-Aufguss
Hier wird in den Aufgusseimer (fi. Kiulu) eine kleine Menge Bier (ca. ein halber Deziliter) mit Wasser gemischt. Dieses Gemisch wird gleichmäßig über die Steine verteilt. Die Sauna wird sofort mit einem angenehmen Aroma nach frisch gebackenem Brot und geröstetem Getreide erfüllt. Das übrige Bier kann von den Besuchern zur Erfrischung während des Saunaganges getrunken werden. Hochprozentige alkoholische Getränke sollten in der Sauna oder während der Ruhepausen jedoch auf Grund der Auswirkungen auf den Kreislauf nicht konsumiert werden. Außerdem würde dies die Unfallgefahr erheblich erhöhen.

#### Wenik-Aufguss (Birken-Aufguss)
In der finnischen Sauna und im russischen Banja sind ätherische Ölzusätze kaum üblich. Hier wird entweder nur mit Wasser aufgegossen oder mit dem Birkenwasser, in dem zuvor die Birkenbüschel (in Finnland Vihta oder Vasta, in Russland Wenik genannt), die zum Abschlagen der Haut („Quästen“) gebraucht werden, eingeweicht wurden. Es gibt hier auch in öffentlichen Saunen/Banjas selten Saunameister, sondern es ist üblich, dass die Saunabadenden den Aufguss selbst durchführen. Einen Saunabesuch ohne Aufguss gibt es hier kaum, und meist wird auch sehr viel Aufgusswasser verwendet.
Während des Wenik-Aufgusses schlagen sich die Saunabadenden den Körper selbst oder gegenseitig mit den Weniks ab, was angenehm erfrischend wirkt und die Blutzirkulation anregt. Außerdem wird die an der Hautoberfläche stehende Luftschicht verwirbelt und dadurch die Schweißproduktion gesteigert.
In Mitteleuropa wird dem Aufgusswasser bei Wenik-Aufgüssen zum Teil Birkenaroma zugesetzt, um den Birkenduft noch zu verstärken.

### Zersetzungsprodukte
Die Oberflächentemperatur der Steine, die mittels Aufguss begossen werden, liegt in der Regel zwischen 100 °C und 250 °C. Tiefer liegende Steine können Oberflächentemperaturen von bis zu 450 °C aufweisen. Ab einer Temperatur von ungefähr 200 °C können sich die im Aufgusswasser enthaltenen organischen Bestandteile zersetzen. Dies kann unter ungünstigen Randbedingungen zu erhöhten Konzentration insbesondere von Formaldehyd führen.

## Sauna-Meisterschaften
Prinzipiell gibt es zwei unterschiedliche Arten von Sauna-Meisterschaften: Einerseits Meisterschaften im Saunieren, andererseits Meisterschaften für Sauna-Aufgüsse.
Zwischen 1999 und 2010 wurden im finnischen Heinola jährlich Sauna-Weltmeisterschaften ausgetragen. Nachdem 2010 ein russischer Finalteilnehmer in der Sauna zusammenbrach und starb, verzichteten die Veranstalter auf weitere Austragungen. In Deutschland wird seit 2005 jährlich eine „Offene Deutsche Meisterschaft“ ausgetragen.
Die Weltmeisterschaft für Sauna-Aufgüsse wird seit 2009 ausgetragen. Als Weltmeister gilt der Sieger im Wettbewerb für den „Erlebten Aufguss“. Neben den Weltmeisterschaften gibt es Landes-, Staats- und Europameisterschaften für Sauna-Aufgüsse. Die Weltmeisterschaft 2013 (Sauna World Cup 2013) gewann der Belgier Dirk van Offel. Er setzte sich gegen 35 Teilnehmer aus 23 Nationen durch. 2016 wurde die sogenannte Aufguss-WM in Wendisch Rietz (Land Brandenburg) in dem 200 Zuschauer fassenden Satama-Saunapark ausgetragen. Vom 17.–23. September 2018 wurden dort 82 Aufguss-Meister aus knapp 20 Nationen und insgesamt etwa 2.500 Gäste erwartet.

## Sauna-Reinigung
Das Inventar einer Sauna besteht aus unbehandeltem Holz und kann deshalb nicht mit herkömmlichen Sanitär- oder Allzweckreinigern behandelt werden, da das Holz diese aufsaugen würde. Zur materialschonenden Reinigung wird deshalb in der Praxis meist ein Dampfreiniger mit einem speziellen Vlies eingesetzt. Der erzeugte Dampf kondensiert am Holz und dringt als sehr weiches Wasser in das Holz ein. Das durch die Kondensation entspannte Wasser löst den Schmutz aufgrund seiner hohen Temperatur; das Reinigungsvlies nimmt den gelösten Schmutz sofort auf.
Je nach Frequentierung wird die Sauna in Intervallen von abendlich bis wöchentlich desinfiziert. Viele Saunen verfügen über ein spezielles Desinfektionsprogramm: Nach der Benutzung wird die Sauna über eine gewisse Zeitspanne so hoch erhitzt, dass dadurch eine Desinfektion erfolgt. Wird eine chemische Desinfektion durchgeführt, sind Desinfektionsmittel durch Versprühen oder Vernebeln aufzubringen, damit nur geringe Flüssigkeitsmengen auf das Holz gelangen. Dazu sollen VAH-geprüfte Mittel verwendet werden, die für den Einsatz auf rohem Holz getestet sind. Das Desinfektionsmittel kann von dem offenporigen Holz nicht abgespült werden.

## Sonstiges
Saunen für den Heimbereich kann man in Baumärkten, Versandhäusern, im Internet oder in Läden kaufen, die Bäder verkaufen und/oder installieren. Erforderlich ist meist ein Dreiphasenwechselstromanschluss, wie er auch für einen Elektroherd üblich ist. Dieser wird vom Sicherungskasten zum Aufstellungsort der Sauna verlegt. Ein Saunaofen hat oft eine Leistung von 10 kW. Eine Sauna hat üblicherweise nach 20–30 Minuten Aufheizzeit etwa 70–80 °C.
Im Jahr 2000 gründeten der deutsche Bundesfachverband Schwimmbadtechnik e. V. (BFST) und der Bundesverband Schwimmbad-, Sauna- und Wassertechnik e. V. (BSSW) den Bundesverband Schwimmbad & Wellness e. V. (bsw). Daneben gibt es auch noch den Bundesfachverband Saunabau, Infrarot- und Dampfbad e. V.
Die zweijährlich in Köln stattfindende Messe „Aquanale“ präsentiert sich als europäische und internationale Leitmesse der Branche.
In Deutschland gibt es (Stand 2005) 2.400 öffentliche Saunen, wovon etwas mehr als 500 privat geführt sind. Laut dem deutschen Saunabund sind diese mit etwa 5.100 Saunaanlagen bei Hotels und Pensionen und etwa 3.800 Saunen bei Sportstätten und in Fitnessstudios zu ergänzen. Die Zahl der insgesamt für die deutsche Bevölkerung zur Verfügung stehenden öffentlichen Saunaanlagen kann also mit etwa 10.000 angegeben werden, nach Angaben des Deutschen Sauna-Bundes handelt es sich damit weltweit um die höchste Zahl.
Seit dem 17. Dezember 2020 ist die finnische Saunakultur Bestandteil der Repräsentativen Liste des immateriellen Kulturerbes der Menschheit der UNESCO.
In Finnland fand mit dem Sauna Open Air über Jahre hinweg eines der bedeutendsten Metalfestivals im europäischen Norden statt.
Beim Eurovision Song Contest 2025 erreichte die finnlandschwedische Musikgruppe KAJ mit Bara bada bastu (schwedisch für „Einfach in die Sauna gehen“) den vierten Platz. Das Lied, geschrieben und gesungen im Dialekt der zweisprachigen Region Österbotten, behandelt humoristisch die finnische Saunakultur.